# Megan Marcks
Megan Leanne Marcks (nacida Still; Queanbeyan, 19 de octubre de 1972)  es una exremera australiana y campeona olímpica en dos sin timonel representando a su país, Australia.
Marcks fue seleccionada por el Instituto australiano de Deporte como remera a través de su programa de identificación del talento en 1988, no habiendo tenido implicación anterior con este deporte.
Inicialmente compitió en los Juegos Olímpicos de Barcelona 1992, donde su embarcación consiguió la sexta posición en el cuatro sin timonel. En 1994 y junto a Slatter consiguieron la medalla de bronce en el Campeonato Mundial de Remo. En 1996 ambas consiguieron la medalla de oro en los Juegos Olímpicos de Atlanta 1996 en la especialidad de dos sin timonel.

## Títulos tras la jubilación
- 1997: Medalla de la Orden de Australia[1]
- 2000: Medalla de Deportes australianos[2]
- 2003: Salón de la Fama del Deporte australiano[3] Se retiró del deporte en 1997. Está casada y tiene una hija y un hijo.